# Aaron Tshibola
Aaron Tshibola (ur. 2 stycznia 1995 w Beckton) – piłkarz z Demokratycznej Republiki Konga grający na pozycji środkowego pomocnika. Od 2023 jest zawodnikiem klubu Hatta Club.

## Kariera klubowa
Swoją karierę piłkarską Tshibola rozpoczął w 2008 roku w juniorach klubu Reading. W 2014 roku stał się członkiem pierwszego zespołu. 23 sierpnia 2014 zadebiutował w nim w EFL Championship w przegranym 0:4 wyjazdowym meczu z Nottingham Forest.
W styczniu 2015 Tshibola został wypożyczony do Hartlepool United, grającego w League Two, w którym swój debiut zanotował 31 stycznia 2015 w wygranym 1:0 wyjazdowym meczu z Wycombe Wanderers. Zawodnikiem Hartlepool był przez pół roku. W sezonie 2015/2016 ponownie grał w Reading.
Latem 2016 roku Tshibola odszedł z Reading do Aston Villi. Swój debiut w niej zaliczył 7 sierpnia 2016 w przegranym 0:1 wyjazdowym meczu z Sheffield Wednesday.
W styczniu 2017 Tshibola udał się na wypożyczenie do Nottingham Forest. Zadebiutował w nim 11 lutego 2017 w przegranym 1:5 wyjazdowym spotkaniu z Norwich City. Zawodnikiem Nottingham był przez pół roku.
Latem 2017 Tshibolę wypożyczono go do Milton Keynes Dons, grającego w League One. 5 sierpnia 2017 zaliczył w nim swój debiut w przegranym 0:1 domowym meczu z Wigan Athletic. Spędził w nim pół roku.
W styczniu 2018 Tshibola został wypożyczony do Kilmarnock. Swój debiut w nim zanotował 7 marca 2018 w zwycięskim 2:0 domowym meczu z St.  Johnstone. W Kilmarnock grał do końca sezonu 2018/2019.
Latem 2019 Tshibola został zawodnikiem belgijskiego Waasland-Beveren. Swój debiut w nim zanotował 19 października 2019 w przegranym 0:2 wyjazdowym meczu z KAA Gent. W styczniu 2019 przeszedł do Kilmarnock, w którym spędził pół roku.
W lipcu 2021 Tshibola odszedł do tureckiego Gençlerbirliği SK. Swój debiut w nim zaliczył 21 sierpnia 2021 w zremisowanym 0:0 wyjazdowym meczu z Adanasporem. W Gençlerbirliği grał przez rok.
W sierpniu 2022 Tshibola został piłkarzem cypryjskiego AEL Limassol. Zadebiutował w nim 28 sierpnia 2022 przegranym 1:2 wyjazdowym spotkaniu z Arisem Limassol. W AEL grał przez rok.
Latem 2023 Tshibola przeszedł do emirackiego Hatta Club. Swój debiut w nim zaliczył 19 sierpnia 2023 w przegranym 1:2 wyjazdowym meczu z Al-Khaleej.
| Sezon   | Klub               | Kraj       | Rozgrywki                 | Mecze | Bramki |
| ------- | ------------------ | ---------- | ------------------------- | ----- | ------ |
| 2014/15 | Reading            | Anglia     | Championship              | 1     | 0      |
| 2014/15 | Hartlepool United  | Anglia     | League Two                | 23    | 0      |
| 2015/16 | Reading            | Anglia     | Championship              | 12    | 0      |
| 2016/17 | Aston Villa        | Anglia     | Championship              | 8     | 1      |
| 2016/17 | Nottingham Forest  | Anglia     | Championship              | 4     | 0      |
| 2017/18 | Milton Keynes Dons | Anglia     | League One                | 12    | 0      |
| 2017/18 | Kilmarnock         | Szkocja    | Premier League            | 12    | 0      |
| 2018/19 | Kilmarnock         | Szkocja    | Premier League            | 27    | 1      |
| 2019/20 | Waasland-Beveren   | Belgia     | Eerste klasse A           | 8     | 0      |
| 2019/20 | CD Aves            | Portugalia | Primeira Liga             | 4     | 0      |
| 2020/21 | Kilmarnock         | Szkocja    | Premier League            | 31    | 3      |
| 2021/22 | Gençlerbirliği SK  | Turcja     | TFF 1. Lig                | 27    | 2      |
| 2022/23 | AEL Limassol       | Cypr       | Protathlima A’ Kategorias | 21    | 2      |

## Kariera reprezentacyjna
W reprezentacji Demokratycznej Republiki Konga Tshibola zadebiutował 27 marca 2018 w przegranym 0:2 towarzyskim meczu z Tanzanią, rozegranym w Dar es Salaam. W 2024 roku powołano go do kadry na Puchar Narodów Afryki 2023. Rozegrał w nim sześć meczów: grupowe z Marokiem (1:1) i z Tanzanią (0:0), w 1/8 finału z Egiptem (1:1, k. 8:7), ćwierćfinałowy z Gwineą (3:1), półfinałowy z Wybrzeżem Kości Słoniowej (0:1) oraz o 3. miejsce z Południową Afryką (0:0, k. 5:6).